# Monsieur et Monsieur

Monsieur et Monsieur est une sélection de trois petits films d'animation tchèques de Břetislav Pojar et Miroslav Stepánek, réunis en long métrage et distribué sous ce titre dans les salles françaises en 2006.

## Les trois courts métrages
Destiné aux plus petits, ce programme comporte trois aventures de Monsieur et Monsieur — deux oursons en peluche, l'un rusé, l'autre plus naïf.
- La Pêche à la princesse (K princeznám se nečuchá), 1965, 14 minutes

L'un des oursons attrape un beau poisson, mais l'autre l'empêche de le manger car cette carpe est en réalité un belle princesse à qui l'on a jeté un sort et qu'il faudrait délivrer en accomplissant quelque exploit.
- Blaise, le balaise ! (Nazdar, kedlubny), 1973, 15 minutes

Alors que les deux oursons se sont donné beaucoup de mal pour planter des légumes, Blaise, un bouc menteur et prestidigitateur, se les approprie. Monsieur et Monsieur vont tout faire pour les récupérer.
- Quand on était jeunes... (Jak šli spát), 1967, 13 minutes

Les deux oursons partent hiberner au pôle Nord où ils sont accueillis par des pingouins dans un confortable igloo. Lorsqu'ils se réveillent au printemps, ils se racontent leurs rêves, mais étaient-ce bien des rêves ?

## Fiche technique
- Réalisation : Břetislav Pojar et Miroslav Stepánek
- Durée totale : 43 minutes
- Technique : marionnettes et papier découpé
- Date de sortie : 27 septembre 2006 (France)

## Commentaire
Ces courts métrages font partie des deux cycles des Oursons, diffusés à la télévision tchèque entre 1965 et 1967 (Pojďte pane, budeme si hrát), puis entre 1970 et 1973.
Créées par Břetislav Pojar — l'un des grands noms de l'animation tchèque — et son assistant, ces séries furent très appréciées du jeune public au tournant des années 1960-1970, mais également de certains intellectuels, dans le contexte général du printemps de Prague.
À noter qu'ils datent à peu près de la même époque qu'un autre ours fort populaire à la télévision française, Colargol, animé par le Polonais Tadeusz Wilkosz.
Ici les personnages sont créés en semi-volume, plats d'un côté, en volume de l'autre.